# O (映画)
『O [オー]』（原題: O）は、2001年製作のアメリカ映画である。ティム・ブレイク・ネルソン監督。シェイクスピアの『オセロー』を、現代アメリカのハイスクールに舞台を移して描く。設定は変更されているものの、展開は細部まで忠実に再現されている。

## あらすじ
オーディンは高校のバスケットボール・チームのスター選手。学校では唯一のアフリカ系であり、ガールフレンドのデジーは学校長の娘、オーディンは学園中の注目の的であった。しかし同じチームのヒューゴは彼に激しく嫉妬していた。ヒューゴの父親はチームのコーチであり、一人息子の自分よりオーディンに目をかけていたからであった。

## キャスト
※括弧内は日本語吹替
- ヒューゴ・ゴールディング - ジョシュ・ハートネット（平田広明）
- デジー - ジュリア・スタイルズ（魏涼子）
- オーディン・ジェームズ - メキ・ファイファー（楠大典）
- ロジャー - エルデン・ヘンソン（遠藤純一）
- マイケル・カッシオ - アンドリュー・キーガン（内田夕夜）
- エミリー - レイン・フェニックス（田村真紀）
- デューク・ゴールディング - マーティン・シーン（佐々木勝彦）： ヒューゴの父。
- 校長 - ジョン・ハード（大塚芳忠）： デジーの父。